# Krumlovské vévodství
Krumlovské vévodství (německy Herzogtum Krumau) bylo české titulární a později i schwarzenberské alodiální vévodství rozkládající se v jižních Čechách okolo Českého Krumlova. Mimo své správní a sídelní město se vévodství skládalo z panství Krumlov, Netolice, Volary a Prachatice. Jeho existence trvala 290 let počínaje rokem 1628, kdy byl titul vévody udělen Janu Oldřichovi z Eggenberka, a poté opět roku 1723 Adamu Františkovi ze Schwarzenbergu, až do zrušení šlechtických titulů v Československu roku 1918. 
V roce 1719 se stalo základem pro vznik Schwarzenberského dominia v jižních Čechách, přičemž v roce 1758 za vlády Josefa I. Adama ze Schwarzenbergu bylo krumlovské vévodství prohlášeno Marií Terezií alodiálním, tj. neoddělitelným vévodstvím knížat ze Schwarzenbergu. Současným pretendentem a 18. vévodou krumlovským je český podnikatel Jan Nepomuk Schwarzenberg jako Jan Nepomuk III., 11. vévoda krumlovský z rodu Schwarzenbergů.

## Symbolika
Znakem vévodství bylo pět červených pětilistých růží (2,1,2) na stříbrném štítě, s červeno-stříbrnými přikryvadly. Na rodinných klenotech se používala stříbrná orlice nesoucí erbovní znamení pěti červených růží. Symbolika znaku přímo odkazovala na dědictví Rožmberského dominia a Vévodství Krumlovské tak mělo být v jižních Čechách jeho přímým pokračovatelem. Tento erb však používali pouze Eggenbergové, neboť Schwarzenbergové jej neměli udělený. Samotný titul vévody krumlovského nosila pouze vládnoucí hlava rodu.

symboly:
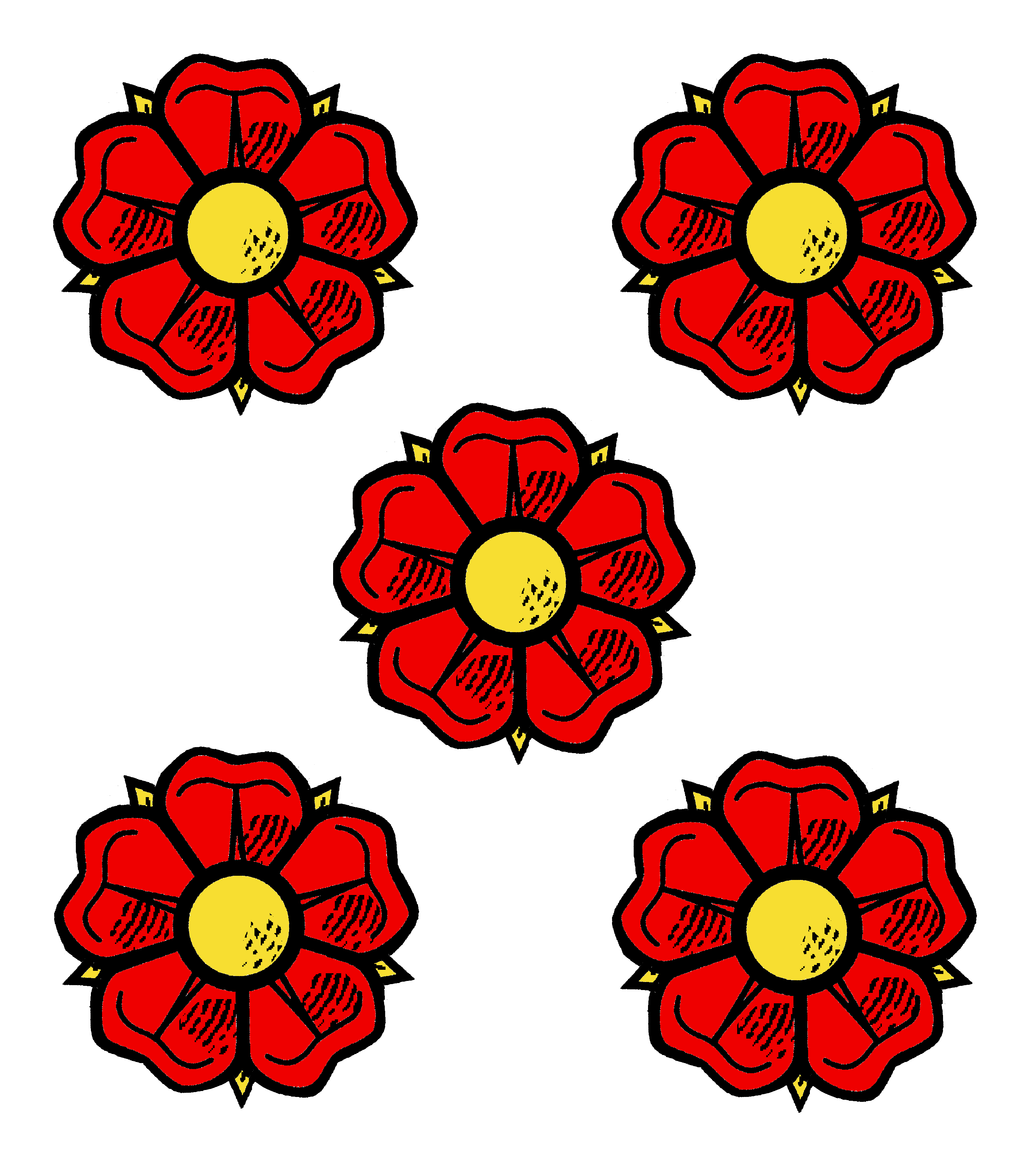
Znak vévodství z erbu vévodů z rodu Eggenberků
Erb Eggenbergů jako vévodů krumlovských
Znak Schwarzenberské primogenitury

## Historie

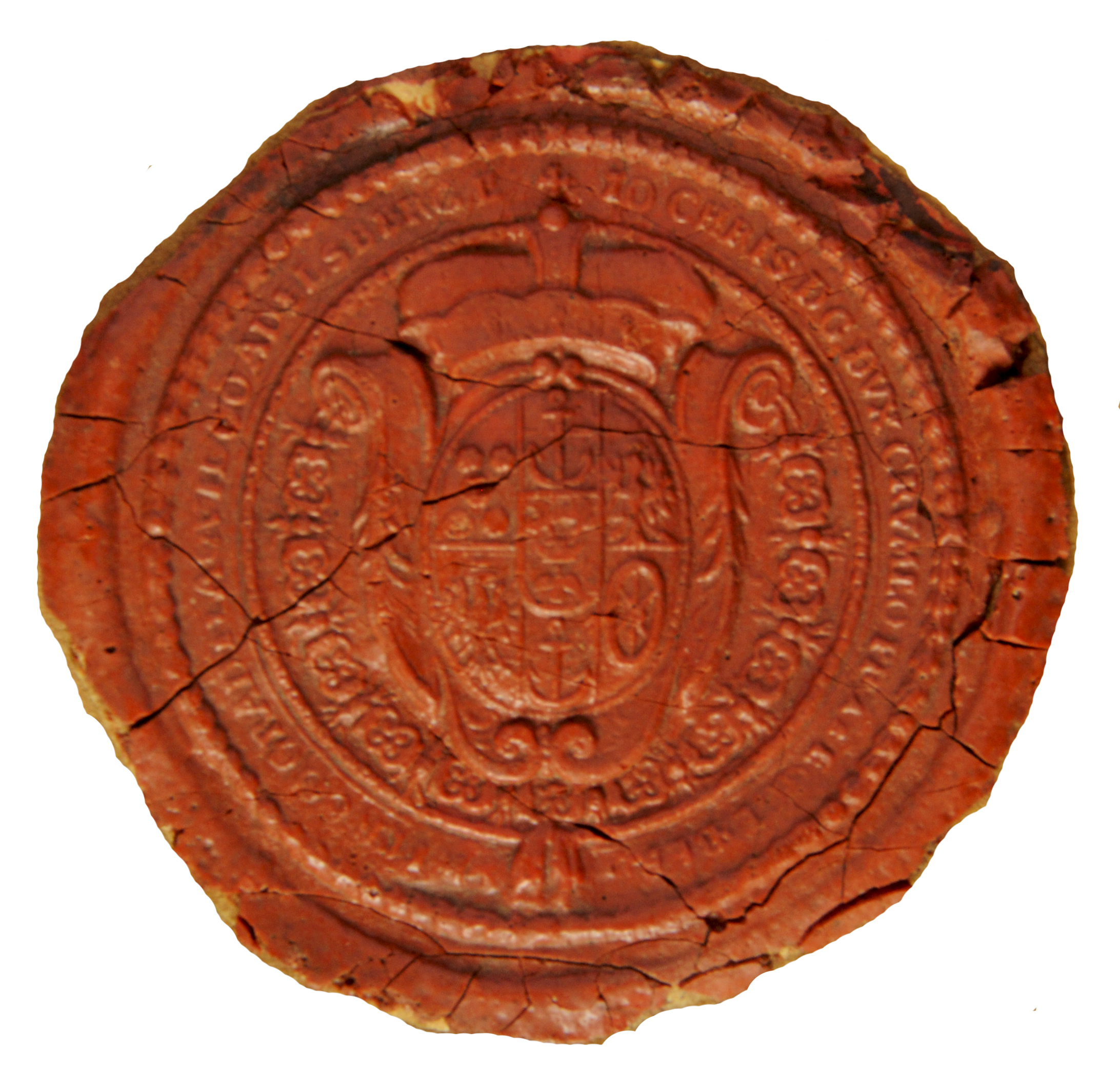
Jan Oldřich z Eggenberka vévoda krumlovský; pečeť z roku 1630

6. listopadu 1611 zemřel Petr Vok z Rožmberka, poslední vladař Domu rožmberského a zároveň poslední mužský potomek Rožmberků. Po 309 letech tak zaniklo tzv. Rožmberské dominium, které po tři století představovalo vlastní stát ve státě na velké části území jižních Čech, čímž byla narušena společenská i hospodářská kontinuita celého regionu v době, kdy postupně vrcholily náboženské spory v Čechách a Rakousích spojené s Třicetiletou válkou.

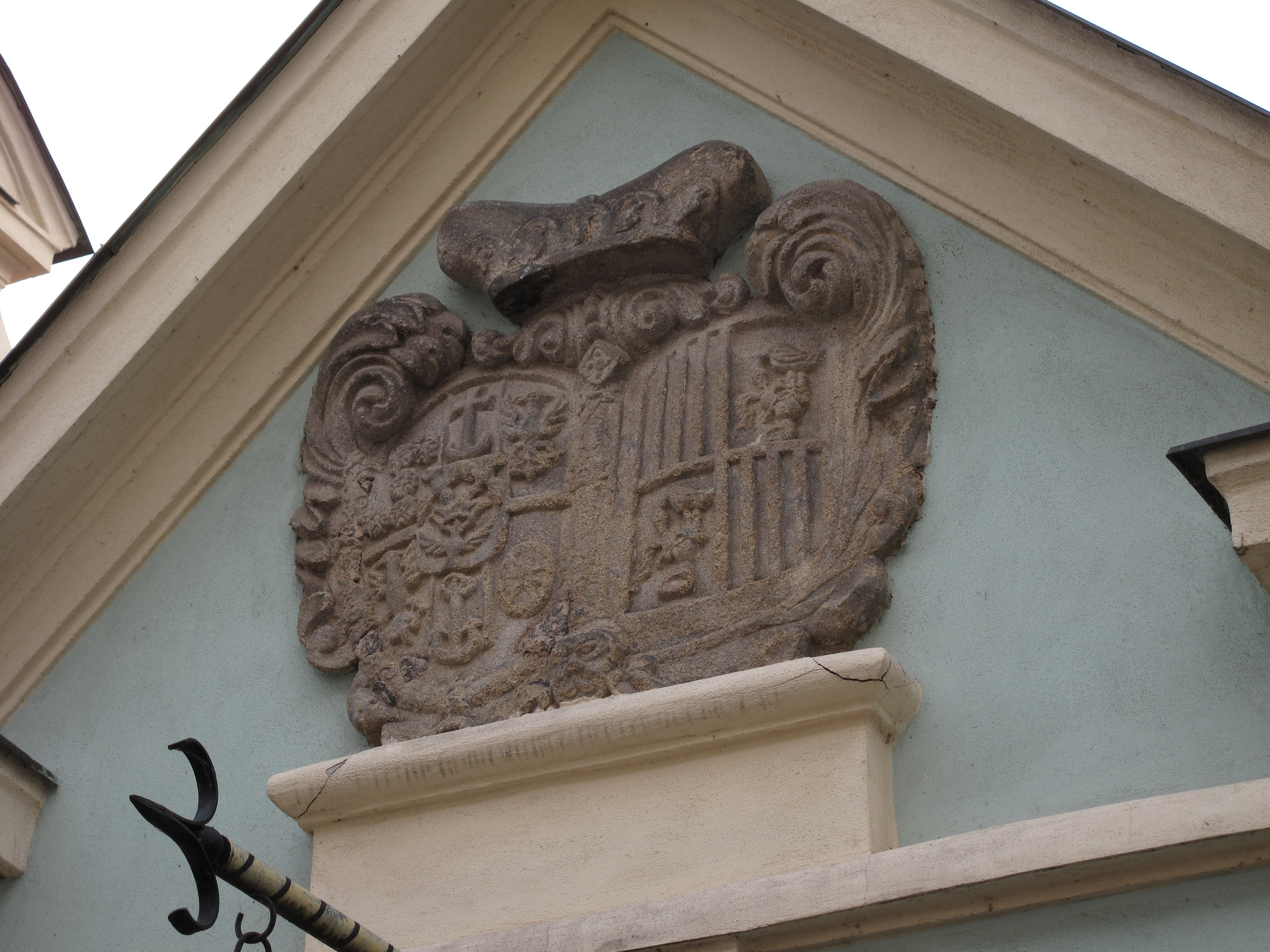
Alianční erb Jana Kristiána I. a Marie Arnoštky

Český Krumlov, rezidenční sídlo Rožmberků, a přiléhající statky s Netolicemi, Prachaticemi atd. byly poté darovány roku 1622 Janu Oldřichu z Eggenbergu, představiteli původně štýrského rodu Eggenbergů, za jeho služby císaři Ferdinandovi II. Avšak teprve roku 1628 povýšil Ferdinand II. z pozice českého krále celé krumlovské panství v rámci Českého království na knížectví, nadále také s dědičným titulem vévody. K vévodství pak byla následně připojena další panství, například Orlík nebo Zvíkov.
Po vymření Eggenbergů po meči, vdova po Janu Kristiánovi I. Marie Arnoštka z Eggenberka, rozená ze Schwarzenberka, odkázala krumlovské panství svému synovci Adamu Františkovi ze Schwarzenberka, kterému roku 1723 Karel VI. při korunovaci na českého krále opětovně udělil vévodský titul. Adam František tak získáním Krumlovského vévodství a jeho spojením s třeboňským a hlubockým panstvím založil v jižních Čechách nové, v historii již třetí dominium, tentokrát Schwarzenberské. Český Krumlov byl opět zvolen jako sídelní město a během vlády Adama Františka a jeho syna Josefa I. Adama byl monumentálně přestavěn. Právě během vláda Josefa I. Adama bylo vévodství v roce 1758 prohlášeno Marií Terezií za alodiální, tj. neoddělitelný majetek knížat z rodu Schwarzenbergů.
V následujících staletích bylo vévodství zcela integrováno ve Schwarzenberské dominium. Po rozdělení schwarzenberského rodu roku 1802 mezi bratry Josefa II. a Karla Filipa na tzv. primogenituru a sekundogenituru zůstal vévodský titul starší větvi hlubocko-krumlovské, tedy primogenituře v osobě hlavy rodu knížete Josefa II.
V roce 1841 v rámci celého Schwarzenberského dominia zabíralo vévodství 870 km² a čítalo 45.000 obyvatel z 230.000 schwarzenberských poddaných. Se zrušením poddanství roku 1848, kdy dominium přišlo o dvě třetiny své původní rozlohy, se již titul vztahoval jen na zbylý vrchnostenský majetek, výrazně menší. V následujících letech během vlády Jana Adolfa II. byl však započat schwarzenberský ekonomický zázrak, který byl spojen s nebývalým rozvojem hospodářství a průmyslu v jižních Čechách včetně Českokrumlovska.

### Historie po roce 1918
Vévodství formálně zaniklo v době vlády knížete Jana Nepomuka II. spolu s ostatními šlechtickými tituly v Československu v roce 1918. Na českém území tak dnes existuje ve formě pretencí, nicméně titulatura vévoda z Krumlova je nadále běžně užívána v zemích, které šlechtické tituly právně uznávají.
Poslední titulárním vévodou, který držel krumlovský zámek a přiléhající rodové statky v osobním vlastnictví, byl JUDr. Adolf Schwarzenberg. Ten musel pro svůj odpor vůči nacismu po obsazení pohraničí a následně i zbytku Československé republiky nacistickým Německem roku 1939 uprchnout do exilu, z nějž se však po válce kvůli narůstající moci komunistů ve státě nemohl navrátit. Celý jeho majetek včetně českokrumlovských statků byl pak protiústavně vyvlastněn zákonem Lex Schwarzenberg.
Jelikož byl JUDr. Adolf Schwarzenberg bezdětný, přenechal titul vévody svému adoptivnímu synovi, který přežil věznění v koncentračním táboře Buchenwald, JUDr. Jindřichu Schwarzenbergovi, jenž se stal roku 1950 16. vévodou krumlovským a zároveň posledním krumlovským vévodou ze schwarzenberské primogenitury. Ten sám však postrádal mužského dědice a proto adoptoval svého příbuzného Karla Schwarzenberga, představitele mladší orlické větve Schwarzenbergů, který byl od roku 1965 do své smrti v roce 2023 17. vévodou krumlovským. 18. vévodou z Krumlova se v roce 2023 stal Jan Nepomuk III.

## Význam
Krumlovské vévodství netvořilo skutečnou správní územní jednotku, všechna panství stále podléhala režimu deskových statků. Hodnostní uspořádání u dvora jeho císařského veličenstva z roku 1899 a 1913 neuvádí vévody z Krumlova. Schwarzenbergové odvozovali své skutečné postavení z titulu říšských knížat, kdy v rámci dvora byli na cca 8. místě mezi říšskými knížaty s místem a virilním hlasem na lavici říšských knížat (před nimi byla knížata se starším knížecím stavem). Titul se tedy ani nepromítal v erbu Schwarzenberské primogenitury, kdy byl knížecí plášť korunován knížecí korunou.